# Васильев, Николай Фёдорович
Никола́й Фёдорович Васи́льев (5 декабря 1916, Кинзелька, Самарская губерния — 6 июня 2011, Москва) — советский государственный деятель, министр мелиорации и водного хозяйства СССР в 1979–1989, председатель Днепропетровского облисполкома в 1961–1963, первый секретарь Белгородского обкома КПСС в 1964–1971.

## Биография
Русский. С 1932 года работал счетоводом пункта «Заготзерно» в г. Ура-Тюбе (Таджикская АССР). В 1934 году поступил и в 1940 году окончил Таджикский сельскохозяйственный институт по специальности «агроном-полевод». В 1940 году был призван в Красную Армию, участник Великой Отечественной войны. Находясь на военной службе, прошёл путь от красноармейца до гвардии майора, начальника штаба 189-го отдельного дивизиона связи, воевал на Сталинградском и 1-м Белорусском фронтах, был ранен и контужен.. Член ВКП(б) с 1942 года, 
После увольнения в запас в 1946 году занимал ряд хозяйственных должностей в Днепропетровской области, директор подсобного хозяйства, заместитель начальника отдела рабочего снабжения треста «Дзержинскстрой», директор МТС в Пятихатском районе, председатель райисполкома Пятихатского района. С 1955 года на партийной работе: первый секретарь Павлоградского райкома, с 1958 – горкома КПСС, с 1960 – заведующий сельскохозяйственным отделом обкома партии, затем первый заместитель председателя Днепропетровского облисполкома. С 1961 по 1964 год – председатель Днепропетровского облисполкома. В 1964 году – инспектор ЦК КПСС.
7 мая 1964 года был избран первым секретарём Белгородского сельского областного комитета КПСС, 15 декабря – Белгородского областного комитета КПСС. Годы его руководства стали для области временем активного развития. Коренные преобразования начались в аграрной отрасли, был взят курс на специализацию и интенсификацию сельского хозяйства: в области ускоренными темпами строились комплексы по откорму крупного рогатого скота, свиней, производству шерсти и яиц. Закладывался фундамент регионального горно-металлургического комплекса, построен Лебединский горно-обогатительный комбинат, велось активное дорожное строительство, укреплялась социальная инфраструктура.
18 февраля 1971 года был назначен первым заместителем председателя Совета Министров РСФСР. С 13 апреля 1979 по 25 марта 1989 года возглавлял Министерство мелиорации и водного хозяйства СССР, затем находился на пенсии.
Член ЦК КПСС в 1966–1989. Депутат Верховного Совета СССР: Совета Союза от Белгородской (7—8 созыв, 1966—1974) и Пензенской областей (9—10 созыв, 1974—1984), Совета Национальностей 11 созыва (1984—1989) от Каракалпакской АССР (11 созыв).
Умер в июне 2011 года. Похоронен в Москве на Кунцевском кладбище.

## Награды
Награждён пятью орденами Ленина, орденами Красного Знамени и Отечественной войны I и II степеней, двумя орденами Красной Звезды, орденами Трудового Красного Знамени и Дружбы народов, 20 медалями.

## Сочинения
- Васильев Н. Ф. Моя жизнь в воспоминаниях и размышлениях. — Белгород: Белгородская областная типография, 2006. — 160 с.